# پراسر (نبراسکا)
پراسر(به انگلیسی: Prosser) شهری در ایالت نبراسکا کشور ایالات متحده آمریکا است که جمعیت آن در سرشماری سال ۲۰۱۰ میلادی، ۶۶ نفر بوده‌است.